# Великоугольська сільська рада
| Великоугольська сільська рада — колишній орган місцевого самоврядування у Тячівському районі Закарпатської області з адміністративним центром у с. Велика Уголька. Сільській раді були підпорядковані населені пункти: - с. Велика Уголька |

## Склад ради
Рада складалася з 16 депутатів та голови.

## Керівний склад сільської ради
| ПІБ                 | Основні відомості                                                 | Дата обрання | Дата звільнення |
| ------------------- | ----------------------------------------------------------------- | ------------ | --------------- |
| Бенца Іван Іванович | Сільський голова, 1959 року народження, освіта, безпартійний      | 26.03.2006   | 31.10.2010      |
| Бенца Іван Іванович | Сільський голова, 1959 року народження, освіта вища, безпартійний | 31.10.2010   |                 |

Примітка: таблиця складена за даними джерела

## Населення
Згідно з переписом УРСР 1989 року чисельність наявного населення сільської ради становила 1729 осіб, з яких 876 чоловіків та 853 жінки.
За переписом населення України 2001 року в сільській раді мешкали 2052 особи. 100 % населення вказало своєю рідною мовою українську мову.